# Julie Vieusseux
Julie Vieusseux, född 1820, död 1878, var en australisk målare och skolgrundare. 
Hon var grundare och föreståndare för Vieusseux Ladies’ College i Melbourne 1857-1878.